# Санкт-Йохан-ам-Вальде
Санкт-Йохан-ам-Вальде (нем. Sankt Johann am Walde) — коммуна (нем. Gemeinde) в Австрии, в федеральной земле Верхняя Австрия.
Входит в состав округа Браунау-на-Инне.  Население составляет 2064 человека (на 31 декабря 2005 года). Занимает площадь 39,99 км². Официальный код  —  4 04 36.

## Политическая ситуация
Бургомистр коммуны — Райхингер Фердинанд (АНП) по результатам выборов 2003 года.
Совет представителей коммуны (нем. Gemeinderat) состоит из 25 мест.
- АНП занимает 12 мест.
- СДПА занимает 11 мест.
- АПС занимает 2 места.